# Abomey-Calavi (arrondissement)
Abomey-Calavi encore appelé Calavi, est un arrondissement de la commune d'Abomey-Calavi localisé dans le département de l'Atlantique dans le Sud du Bénin,,.443 est son  code postal.

## Histoire et Toponymie

### Histoire
Abomey-Calavi devient officiellement un arrondissement de la commune du même nom, le 27 mai 2013 après la délibération et adoption par l'Assemblée nationale du Bénin en sa séance du 15 février 2013 de la loi n° 2013-O5 du 15 février 2013 portant création, organisation, attributions et fonctionnement des unités administratives locales en République du Bénin.

## Administration
L'arrondissement d'Abomey-Calavi fait partie des 9 que compte la commune d'Abomey-Calavi. Il est composé de 06 villages et quartiers de ville que sont: Agori, Kansoukpa, Agamadin, Gbodjo, Seme, Tokpa-Zoungo(Agbonou).

## Population
Selon le Recensement Général de la Population et de l'Habitation(RGPH4) de l'Institut National de la Statistique et de l'Analyse Economique(INSAE) au Bénin en 2013, la population de Calavi compte 27 862 ménages avec 117 824 habitants
| Indicateur           | 2013   |
| -------------------- | ------ |
| Nombre de ménages    | 27862  |
| Population féminine  | 58010  |
| Population masculine | 59814  |
| Population totale    | 117824 |

### Galerie de photos

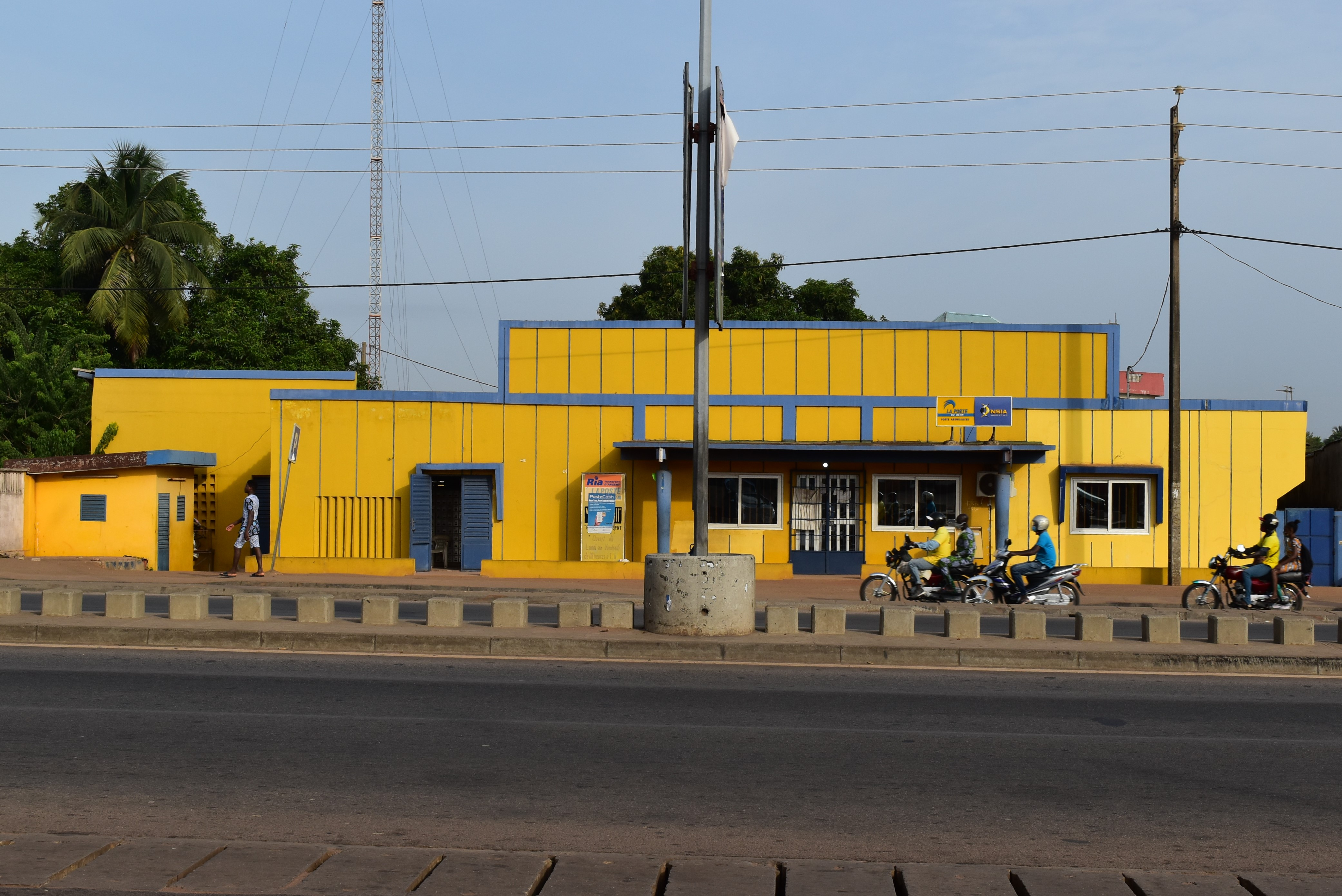
La Poste de Calavi Kpota au Bénin
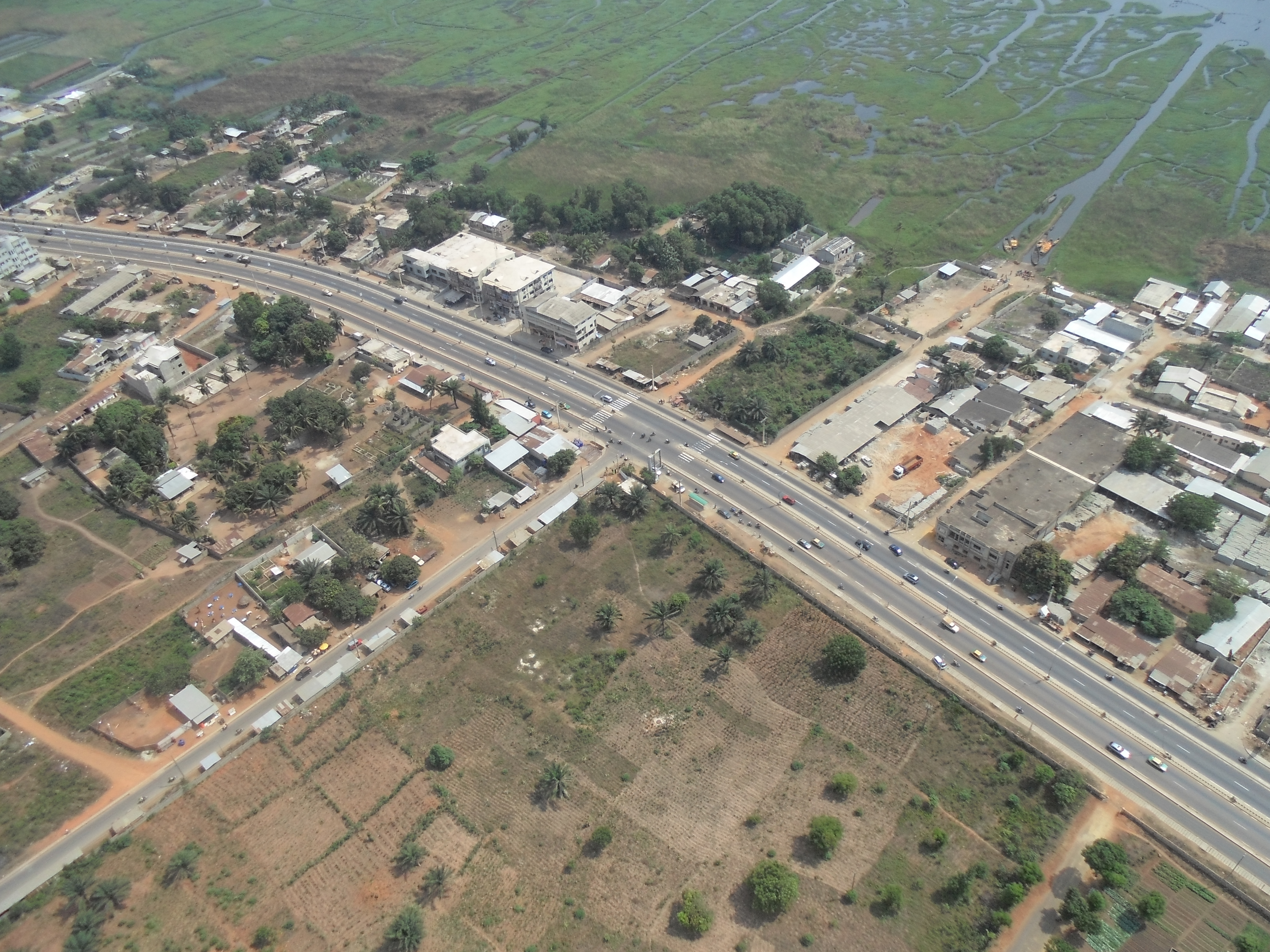
Vue paranomique de la commune d'Abomey-Calavi
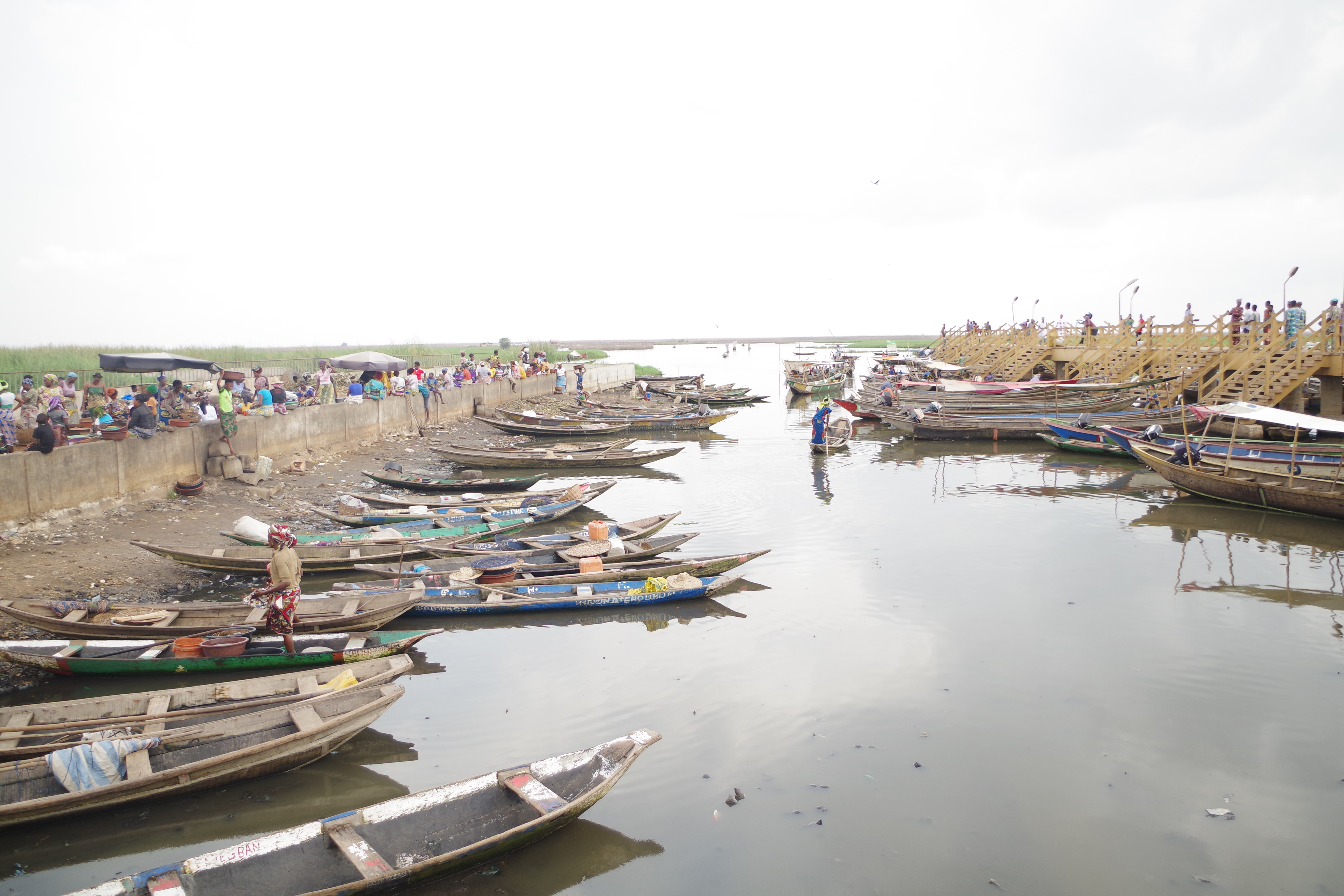
Embarcadère de Ganvié Abomey-Calavi -Bénin
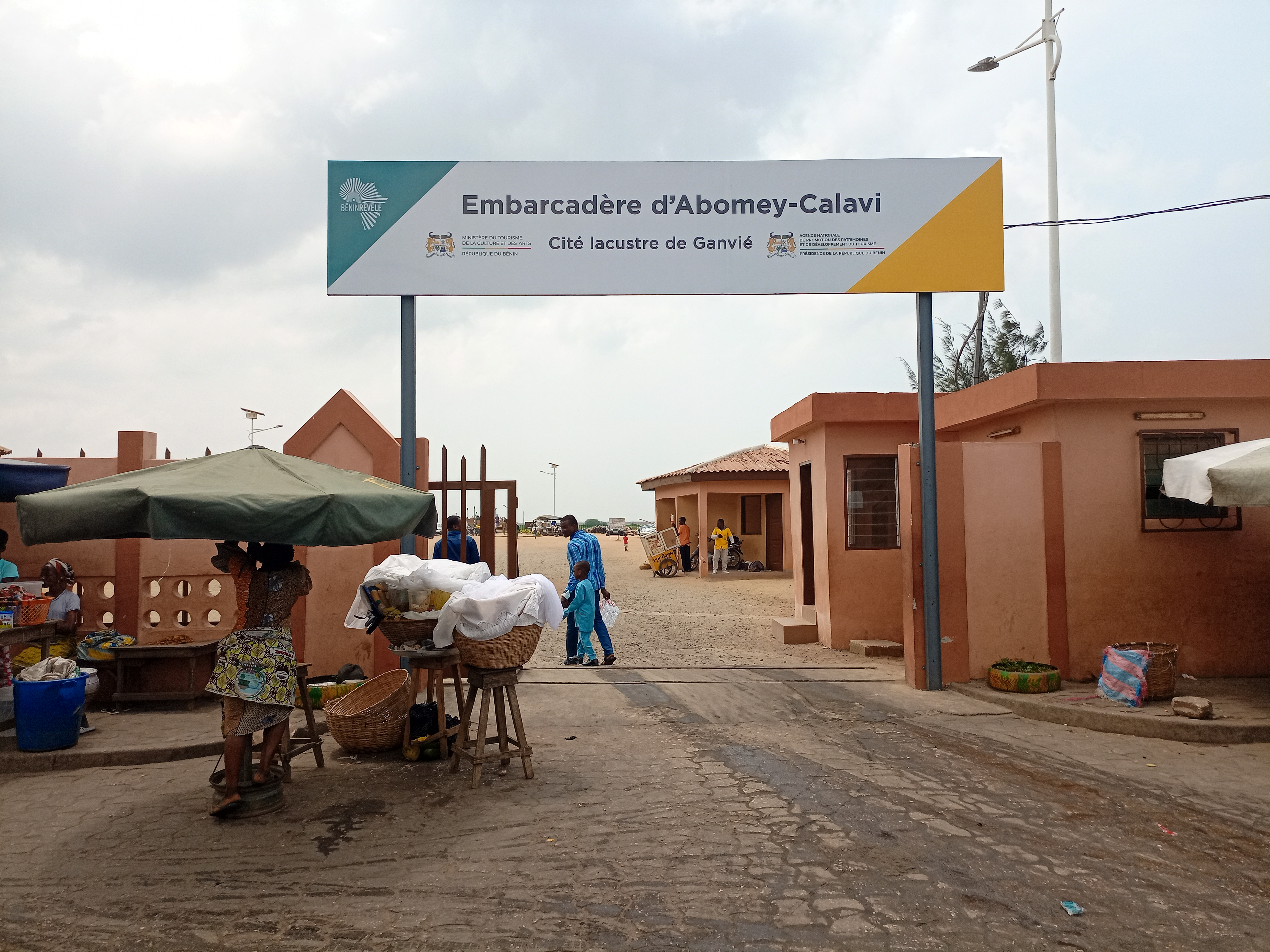
Façade principale de l'Embarcadère d'Abomey-Calavi